# Rotunda (skała)

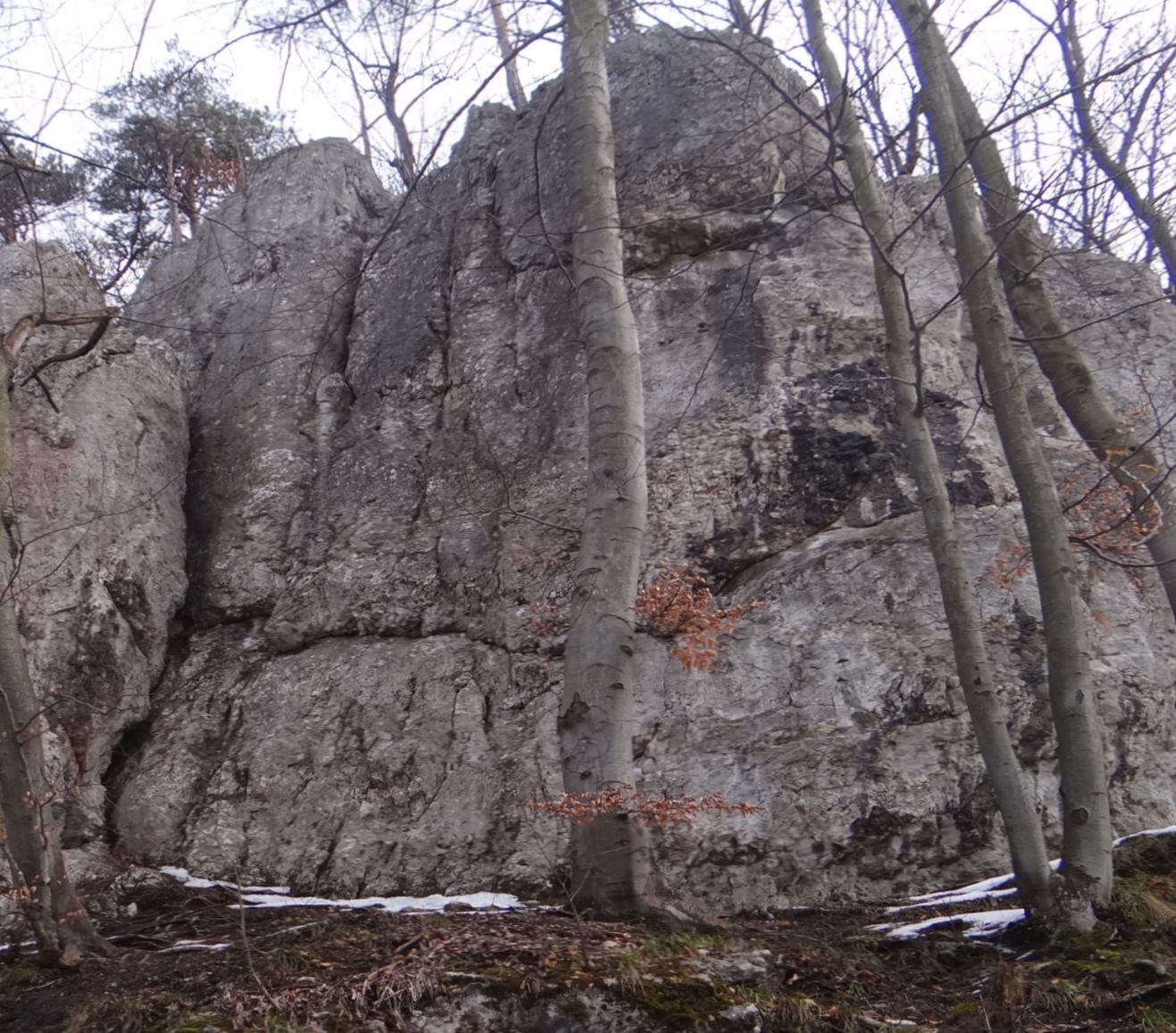

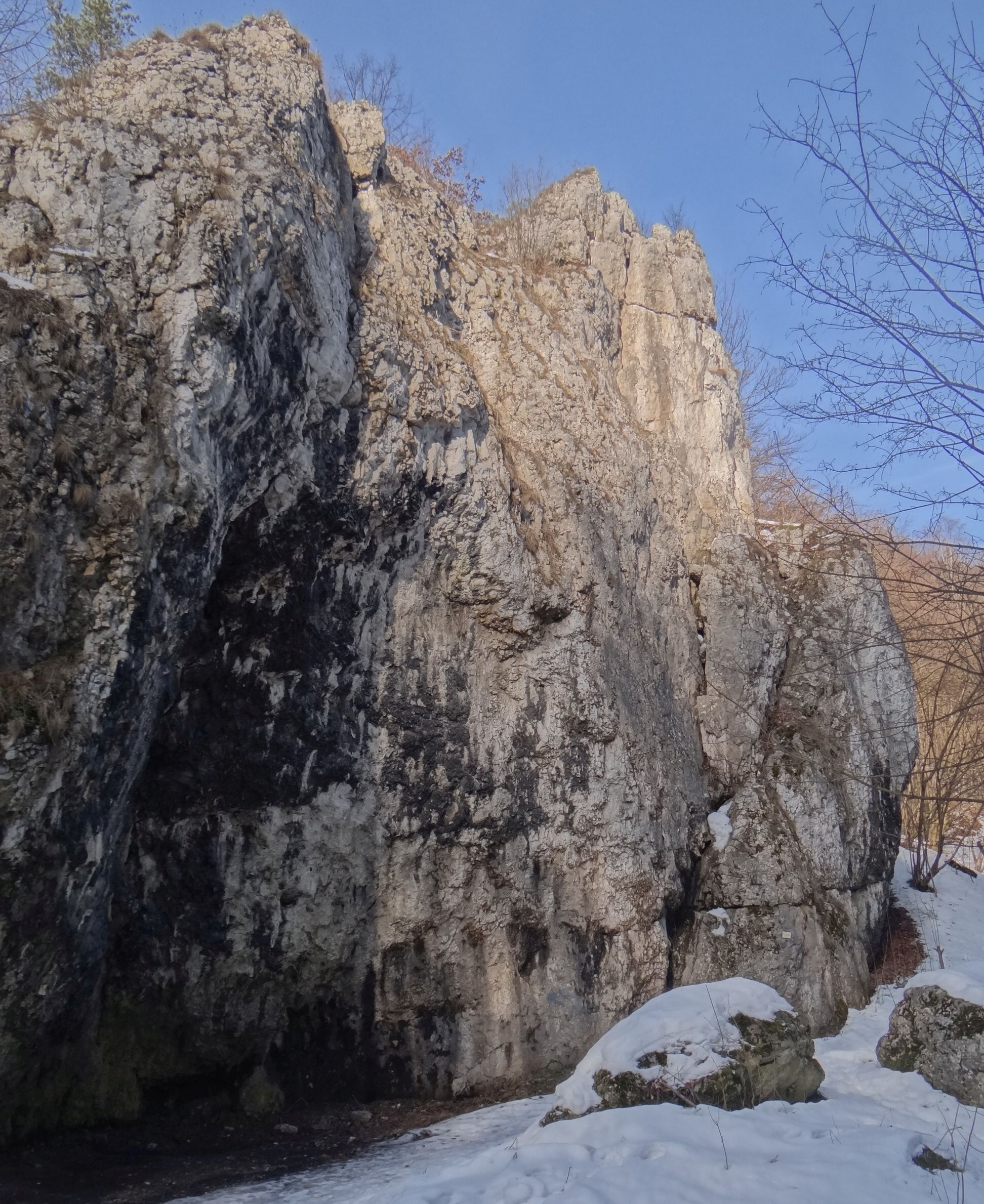

Rotunda – skała w Dolinie Będkowskiej na Wyżynie Krakowsko-Częstochowskiej. Znajduje się w tzw. Bramie Będkowskiej – wylocie Wąwozu Będkowickiego, tuż u podnóży jego prawych orograficznie zboczy, w granicach wsi Będkowice w województwie małopolskim, w powiecie krakowskim, w gminie Wielka Wieś.
Zbudowana z wapieni Rotunda jest obiektem wspinaczki skalnej. Znajduje się w lesie, ale jej wschodnie i południowo-wschodnie ściany znajdują się na otwartym terenie (ścieżka szlaku turystycznego). Dużą część jej powierzchni pokrywają czarne nacieki. Ma wysokość do 15 m, ściany pionowe lub przewieszone z filarami i zacięciami. Jest na niej 8 dróg wspinaczkowych o trudności od IV+ do VI.4 w skali Kurtyki. 5 z nich posiada asekurację: ringi (r), spity (s) i stanowisko zjazdowe (st).
Rotunda I
1. Rysa 138; V+, 14 m
2. Niesmak; 6r + rz, VI.3+, 14 m
3. Rotunda; VI.1+, 14 m
4. Gruzawik; 4s, VI.3+/4, 14 m

Rotunda II
1. Agatkowa niedziela; 9r + st, VI.1, 16 m
2. Klasyczna wprost; 1r + st, V, 16 m
3. Klasyczna; IV+, 16 m
4. Klekoteria; 4r + st, VI.2+, 11 m[3].

Tuż obok Rotundy przebiega żółty szlak turystyczny. Powyżej Rotundy znajdują się dwie jaskinie: Schronisko w Bramie Będkowskiej i Schronisko nad Rotundą.
 Dolina Będkowicka – Brama Będkowska – Wąwóz Będkowicki – Będkowice – Dolina Kobylańska – Kobylany.